# 末延麻裕子
末延 麻裕子 （すえのぶ まゆこ、1987年3月13日 - ）は、日本のヴァイオリニストである。

## 経歴
山口県光市出身。ヴァイオリンは4歳の頃に始めた。山口大学教育学部附属光小学校、山口大学教育学部附属光中学校、桐朋女子高等学校音楽科、桐朋学園大学音楽学部演奏学科卒業、および同大学研究科修了。学生時代までに光永俊彦、辰巳明子に師事している。また、2008年から古舘プロジェクトに所属していた。
2012年7月ロンドンで開催されたジャパンフェスティバルinロンドンに日本代表アーティストとして出演を果たし、真矢（LUNA SEA）と共演した。2013年2月と3月には大阪、東京の両フィルハーモニー交響楽団とコンサートで共演した。
クラシックだけでなく、ポップス、演歌などジャンルを問わず積極的に楽曲参加を行い、矢沢永吉のバックバンドを務めた他、X-JAPANのYOSHIKI、友近（水谷千重子）らと共演。また、自らクラシックをポップスなどにアレンジして演奏した曲を自身がパーソナリティを務めるFM-FUJIの「HASTORY」で毎週流していた。
フィギュアスケート界では2012年12月開催の全日本選手権、2013年の四大陸選手権、世界選手権、3大会のフジテレビ系列プロモーションアーティストに選ばれた。2019年のファンタジー・オン・アイスでは、アリーナ・ザギトワ、エリザベータ・トゥクタミシェワ、織田信成や荒川静香とコラボし、フィナーレをBENIと共に担当した。

### コンクール歴
1998年 - 日本クラシック音楽コンクール全国大会小学の部で最高位。
2000年 - 日本クラシック音楽コンクール中学の部で最高位。
2007年 - 日本モーツァルトコンクール（第2位）
この他、プロフィールによっては2003年に若い音楽家のためのチャイコフスキー国際コンクールディプロマ賞受賞とされていることがあるが、同年にこのコンクールは開催されておらず、末延が参加したのは2004年であり、その年の受賞者にも末延は見当たらない。なお、その表彰は奨励賞であり、公式記録の対象外となっている。プロフィールの提供は末延が行ったものだが、メディアがこの受賞歴の情報についての問い合わせたのに対して、本人の返答はない。末延の公式サイトでは少なくとも2012年12月9日から2014年10月27日までの間、2003年に若い音楽家のためのチャイコフスキー国際コンクールディプロマ賞受賞とあったが、2014年11月28日の時点でその記述はなくなっている。2024年4月8日、本人のインスタグラムにて2004年「若い音楽家のためのチャイコフスキー国際コンクール」の「Special Diploma」の賞状を公開した。

## 人物
叔父にジャーナリスト、東海大学平和戦略国際研究所所長の末延吉正がいる。
バイオリン以外の特技では書道八段、師範の資格を持っている。

## ディスコグラフィー
- その先の希望（2013年）
- TAO28（2016年）
- INFINITY（2018年）[23]

## 出演

### テレビ
- クラシック♪クラシック〜サロンコンサートへようこそ〜vol.2（TwellV、2009年12月）[24]
- 熱血テレビ（山口放送、2012年10月、2013年3月・11月、2024年4月13日[25]）
- OUR HOUSE 第1-3話（フジテレビ、2016年4月17日-5月1日）[26]

### ラジオ
- SUNDAY IN THE PARK（FM-FUJI） レギュラーコーナー「HASTORY」 （2011年10月-2012年3月）
- HASTORY（FM-FUJI） ※レギュラーコーナー「HASTORY」が番組として独立 （2012年4月 - 9月）

### WEB
- NIPPONちびっこランド（見参楽※フジテレビ無料動画配信サイト、2012年10月）